# Synaleurodicus
Synaleurodicus is een geslacht van halfvleugeligen (Hemiptera) uit de familie witte vliegen (Aleyrodidae), onderfamilie Aleurodicinae.
De wetenschappelijke naam van dit geslacht is voor het eerst geldig gepubliceerd door Solomon in 1935. De typesoort is Synaleurodicus hakeae.

## Soorten
Synaleurodicus omvat de volgende soorten:
- Synaleurodicus hakeae Solomon, 1935
- Synaleurodicus serratus Martin, 1999